# Петар Икономовић
Петар Икономовић, прота (16. јун 1849—29. јануар 1914) је био нишки свештеник, један од челних људи Нишког комитета и национални борац за ослобођење Ниша од Османлија, учесник више ратова вођених на простору југоисточне Србије у другој половини 19. века.

## Живот и каријера
Петар Икономовић, је рођен је 16. јун 1849. у Нишу, у свештеничкој породици, па је тако настављајући породичну традицију и сам, по стицању пунолетства, постао свештеник у нишкој епархији.
Почетком 1874 Икономовић је постао члан нишке завереничке дружине познате под називом Нишки комитет, првенствено са циљем да спречи даљу асимилацију српског становништва и да лични допринос у ослобађању хришћана од зулума и петстогодишњег османлијског ропства.
Дана 24. фебруара 1874. Петар Икономовић је као члан Нишког комитета, у кући Михајла Божидарца, обавио заклетву веће групе завереника који су се пред њим заклели на крст и јеванђеље да ће истрајати у борби против Османлијског царства, како би хришћанско становништво Ниша и шира околина што пре било на слободи.
Шездесетих година 19. века османлијска управа у Нишу почела је да доводи Бугаре за чиновнике, свештенике и учитеље на значајна места у нишком мутесарифлуку (санџаку-области), како би извршили бугаризацију становништва, спречили функционисање Српске православне цркве у делу Старе Србије. У спречавању ових намера Османлија и Бугара значајну улогу на територији нишког мутесарифлука, имао је Нишки комитет, који је интензивно радио на сузбијању асимилаторске политике Егзархије и Бугарског народног одбора из Цариграда, на чијем је челу стајао Драган Цанков, као најангажованији Бугарин за рад на нишком подручју.
Нишлије никако нису хтеле ни да чују за бугарску литургију у црквама, као ни за бугарску наставу у школама. Петар Икономовић, као члан Нишког комитета и православни свештеник, одиграо је значајну улогу у спречавању Бугарске егзархије, у њеном упорном настојању да бугаризује и сузбије националне осећаје и укине српске народне обичајне храмове и друге усатнове. Уз помоћ челних људи комитета Колета Рашића, Михаила Божидарца, Тодора Станковића, и велику подршку свих нишких еснафа, а по селима свих сеоских кметова, сеоских домаћина и свештеника, Петар Икономовић је дао значајан допринос одбијању бугаризаторских тежњи и спречавању да нишку црквено-школску општину узму у своје руке егзархисти из Бугарске.
У манастиру Вета, код Црвене Реке, удаљеном од главних путева и већих насеља и заклоњеном највишим врховима Суве планине (Трем, Соколов камен) Петар Икономовић је, до ослобођења нишког краја од Турака, редовно присуствовао тајним састанцима Нишког комитета за ослобођење од Турака.
Икономовић је умро 29. јануар 1914. у 65 години живота у Нишу. Сахрањен је на Старом нишком гробљу у Градској општини Палилула.

## Признања
За заслуге у националном раду и ослободилачком покрету Икономовић је одликован Таковским крстом са прсима V степена.
Такође једно од великих признања Петру Икономовићу и његовим саборцима из Нишког комитета је израда бронзаниог фриз на постаменту Споменика ослободиоцима Ниша, на коме је приказано заклињање устаника Колета Рашића пред протом, Петром Икономовићем 1874. године, на основу сачуване фотографије из тога доба.